# Villa Mayer

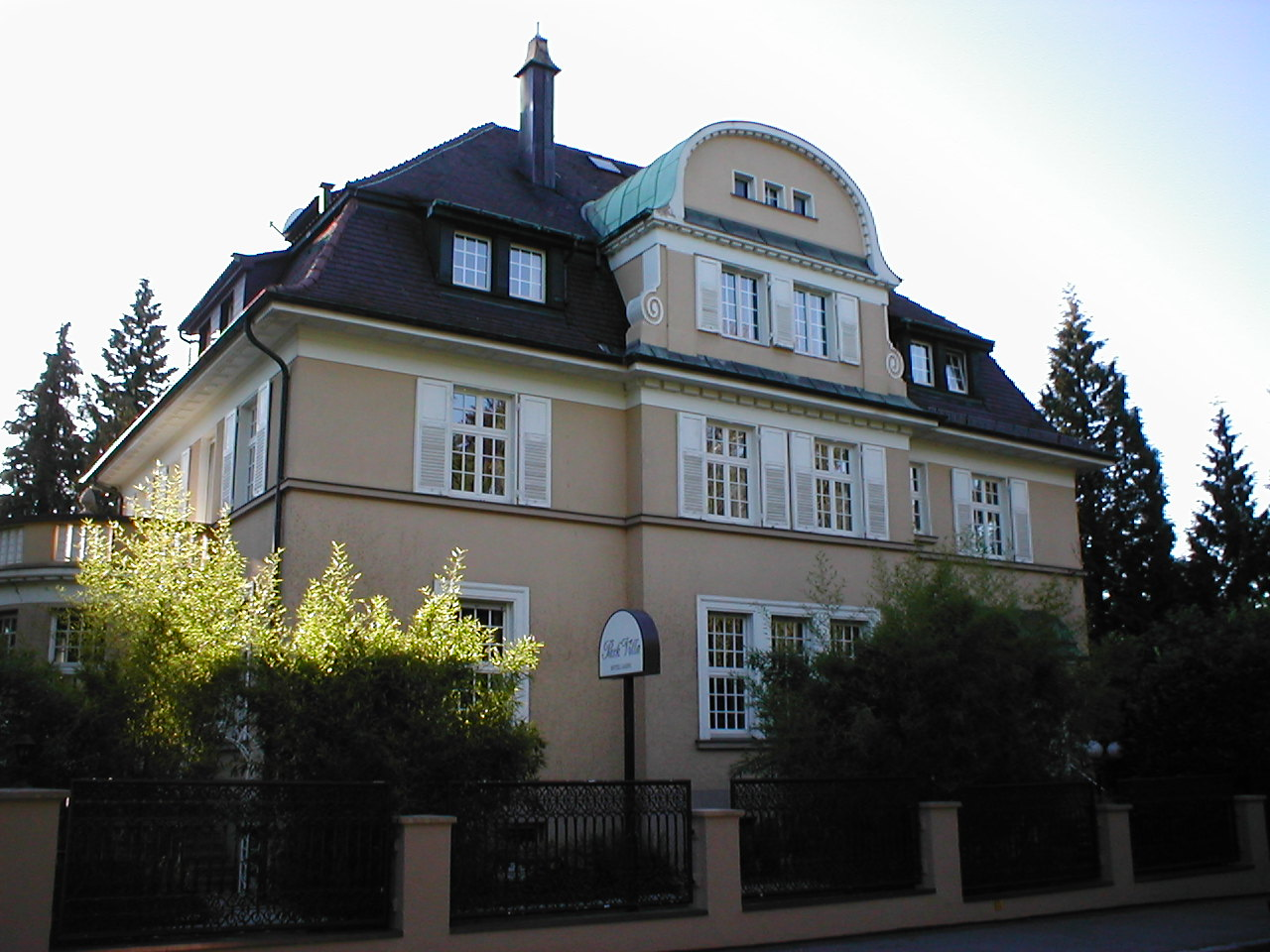
Villa Mayer in Heilbronn

Die Villa Mayer steht an der Gutenbergstraße 30 in Heilbronn und wurde 1912 von Theodor Moosbrugger für den Fabrikanten Ernst Mayer erbaut. Die Villa ist ein denkmalgeschütztes Gebäude und ein schönes Heilbronner Beispiel für den Neobarock, eine Variante des späten Historismus.

## Geschichte
Die Villa wurde 1912 für Ernst Mayer (* 1850 in Bad Wimpfen; † 1922), der 1877 die gleichnamige Briefhüllenfabrik in Heilbronn gegründet hatte, in einem großen Park erbaut. Nach dem Zweiten Weltkrieg wurde sie zunächst von den amerikanischen Streitkräften genutzt. 1950 war die Villa im Besitz des Staatsrentamts, Abt. Wehrmachtsvermögen. Im Gebäude war das Bezirksschulamt untergebracht, im Obergeschoss war eine Wohnung vermietet. 1961 war die Villa in den Besitz der Stadt Heilbronn übergegangen und wurde vom städtischen Krankenhaus genutzt. 1983 wurde sie an einen privaten Eigentümer verkauft, der sie aufwändig restaurieren ließ und seitdem als Privathotel nutzt.

## Beschreibung
Der Profanbau mit zweieinhalb Stockwerken ist ein Gebäude mit Walmdach und Gauben. Das Gebäude weist einen Mittelrisaliten auf, mit einem Giebel mit Segmentbogen als oberem Abschluss, der von Voluten flankiert wird. Das Gebäude hat zur Gartenseite hin einen Wintergarten, der die Form eines halben Zylinders aufzeigt. Über dem Wintergarten befindet sich ein Erker mit Terrasse, der wieder in der Form eines halben Zylinders gehalten ist.
Joachim Hennze, Architektur- und Kunsthistoriker und Leiter der unteren Denkmalbehörde Heilbronn, beschreibt den Stil der Villa wie folgt:

„Bei der Villa für den Fabrikanten Ernst Mayer in der Gutenbergstraße 30 ging Moosbrugger 1912 wieder andere gestalterische Wege: hier dominieren der Mittelrisalit mit seinen Vouten und dem gefälligen Giebel, das Mansarddach mit den Schleppgauben, der Erker sowie die halbrunde Terrasse mit der Freitreppe auf der Gartenseite. Dies ist die Sprache der barocken Schlossarchitektur, die der Architekt hier en miniature zu verwenden weiß.“